# Landkreis Eckartsberga
Der Landkreis Eckartsberga, ursprünglich Kreis Eckartsberga, war ein Landkreis, der in Preußen und der SBZ bzw. DDR zwischen 1816 und 1952 im Bereich des heutigen Sachsen-Anhalt und nördlichen Thüringen bestand. Von 1950 bis 1952 hieß er Landkreis Kölleda.

## Verwaltungsgeschichte

### Königreich Preußen
Im Rahmen der preußischen Verwaltungsreformen nach dem Wiener Kongress wurde zum 1. Oktober 1816 der Kreis Eckartsberga im Regierungsbezirk Merseburg in der Provinz Sachsen eingerichtet. Er setzte sich im Wesentlichen zusammen aus den historischen Ämtern Eckartsberga, Heldrungen und Sachsenburg. Das Landratsamt war zunächst in Wiehe. Am 1. Januar 1818 wurde das Dorf Großmonra aus dem Kreis Weißensee in den Kreis Eckartsberga umgegliedert. Das Landratsamt wurde 1824 nach Kölleda verlegt.

### Norddeutscher Bund / Deutsches Reich
Seit dem 1. Juli 1867 gehörte der Kreis zum Norddeutschen Bund und ab dem 1. Januar 1871 zum Deutschen Reich. Am 21. Juli 1875 wurden Teile des Gutsbezirks Memleben, Klostergut auf dem linken Ufer der Unstrut aus dem Kreis Querfurt in den Kreis Eckartsberga umgegliedert. Gleichzeitig traten Teile des Gutsbezirks Domäne Wendelstein auf dem rechten Ufer der Unstrut aus dem Kreis Eckartsberga in den Kreis Querfurt.
Zum 30. September 1928 fand im Kreis Eckartsberga wie im übrigen Freistaat Preußen eine Gebietsreform statt, bei der alle Gutsbezirke aufgelöst und benachbarten Landgemeinden zugeteilt wurden. Nach der Auflösung der Provinz Sachsen zum 1. Juli 1944 gehörte der Kreis zur neuen Provinz Halle-Merseburg. Im Frühjahr 1945 wurde das Kreisgebiet von der US-Armee besetzt.

### DDR
Am 1. Juli 1950 kam es in der DDR zu einer ersten Gebietsreform, in deren Rahmen der nunmehr Landkreis Eckartsberga genannte Kreis in Landkreis Kölleda umbenannt wurde und dabei die Gemeinden Hirschroda und Krawinkel an den Landkreis Querfurt abgab. Gleichzeitig wurden viele kleinere Gemeinden des Landkreises in größere Nachbargemeinden eingegliedert.
Im Zuge der Kreisreform der DDR am 25. Juli 1952 wurde der Landkreis Kölleda aufgelöst:
- Die Gemeinde Auerstedt kam zum neuen Kreis Apolda.

- Die Städte Heldrungen und Wiehe sowie die Gemeinden Bilzingsleben, Bretleben, Donndorf, Etzleben, Gorsleben, Hauteroda, Hemleben, Kannawurf, Langenroda, Nausitz, Oberheldrungen, Reinsdorf und Sachsenburg kamen zum neuen Kreis Artern.

- Die Stadt Eckartsberga sowie die Gemeinden Burgheßler, Burgholzhausen, Burkersroda, Herrengosserstedt, Klosterhäseler, Tromsdorf und Wischroda kamen zum neuen Kreis Naumburg.

- Die Stadt Bad Bibra sowie die Gemeinden Billroda, Bucha, Kahlwinkel, Lossa, Memleben, Saubach, Steinburg und Wohlmirstedt kamen zum neuen Kreis Nebra.

- Die Stadt Kölleda sowie die Gemeinden Bachra, Beichlingen, Büchel, Dermsdorf, Frohndorf, Griefstedt, Großmonra, Leubingen, Ostramondra, Roldisleben, Rothenberga, Schillingstedt und Stödten kamen zum neuen Kreis Sömmerda.

Die Kreise Artern, Naumburg sowie Nebra kamen zum neuen Bezirk Halle und die Kreise Apolda sowie Sömmerda zum neuen Bezirk Erfurt.

### Bundesrepublik Deutschland
Im Zuge der Länderbildung 1990 kamen die Landkreise Nebra und Naumburg zum Land Sachsen-Anhalt, während die Landkreise Artern, Sömmerda und Apolda zum Freistaat Thüringen kamen.

## Einwohnerentwicklung
| Jahr | Einwohner | Quelle |
| ---- | --------- | ------ |
| 1816 | 27.039    | [ 4 ]  |
| 1843 | 35.877    | [ 5 ]  |
| 1871 | 39.280    | [ 6 ]  |
| 1890 | 39.403    | [ 7 ]  |
| 1900 | 38.450    | [ 7 ]  |
| 1910 | 40.720    | [ 7 ]  |
| 1925 | 42.182    | [ 7 ]  |
| 1933 | 41.478    | [ 7 ]  |
| 1939 | 43.428    | [ 7 ]  |
| 1946 | 64.099    | [ 8 ]  |

## Landräte
- 1816–1839 Ludwig von Helmolt (1796–1847)
- 1839–1869 Otto von Münchhausen (1802–1869)
- 1869–1878 Heinrich von Werthern
- 1878–1897 Fritz von der Schulenburg (1843–1921)
- 1898–1929 Friedemann von Münchhausen (1865–1936)
- 1929–1933 Reinhold Pöhlmann
- 1933–1941 Otto Bethke
- 1941–9999 Paul-Friedrich Nebelung (1900–1990) (vertretungsweise)
- 1942–1945 Georg Kreykenbohm
- 1945–1950 Hugo Launicke (1909–1975)

## Kommunalverfassung
Der Kreis Eckartsberga gliederte sich in Städte, in Landgemeinden und – bis zu deren nahezu vollständiger Auflösung im Jahr 1929 – in Gutsbezirke. Mit Einführung des preußischen Gemeindeverfassungsgesetzes vom 15. Dezember 1933 gab es ab dem 1. Januar 1934 eine einheitliche Kommunalverfassung für alle preußischen Gemeinden.
Mit Einführung der Deutschen Gemeindeordnung vom 30. Januar 1935 trat zum 1. April 1935 im Deutschen Reich eine einheitliche Kommunalverfassung in Kraft, wonach die bisherigen Landgemeinden nun als Gemeinden bezeichnet wurden. Diese waren in Amtsbezirken zusammengefasst. Eine neue Kreisverfassung wurde nicht mehr geschaffen; es galt weiterhin die Kreisordnung für die Provinzen Ost- und Westpreußen, Brandenburg, Pommern, Schlesien und Sachsen vom 19. März 1881.

## Städte und Gemeinden

### Stand 1945
Der Kreis Eckartsberga umfasste 1945 fünf Städte sowie 70 weitere Gemeinden:
| - Allerstedt - Altenbeichlingen - Auerstedt - Bachra - Backleben - Bad Bibra, Stadt - Battgendorf - Beichlingen - Billroda - Bilzingsleben - Borgau - Braunsroda b. Eckartsberga - Braunsroda b. Heldrungen - Bretleben - Bucha - Büchel - Burgheßler - Burgholzhausen - Burgwenden | - Burkersroda - Dermsdorf - Dietrichsroda - Donndorf - Eckartsberga, Stadt - Etzleben - Frankroda - Frohndorf - Garnbach - Gorsleben - Gößnitz - Griefstedt - Großmonra - Hauteroda - Heldrungen, Stadt - Hemleben - Herrengosserstedt - Hirschroda - Hohndorf | - Kahlwinkel - Kalbitz - Kannawurf - Kleinroda - Klosterhäseler - Kölleda, Stadt - Krawinkel - Langenroda - Leubingen - Lossa - Memleben - Millingsdorf - Nausitz - Niederholzhausen - Oberheldrungen - Ostramondra - Pleismar - Reinsdorf - Roldisleben | - Rothenberga - Sachsenburg - Saubach - Schafau - Schillingstedt - Schimmel - Seena - Steinbach - Steinburg - Stödten - Tauhardt - Thüßdorf - Tromsdorf - Wallroda - Wiehe, Stadt - Wischroda - Wohlmirstedt - Zeisdorf |

### Vor 1945 aufgelöste Gemeinden
- Bernsdorf, 1938 zu Kahlwinkel
- Rettgenstedt, 1938 zu Ostramondra
- Harras, 1939 zu Oberheldrungen

### Namensänderungen
Bei einigen Orten wurde 1937 das anlautende C durch K ersetzt:
- Cannawurf → Kannawurf
- Cölleda → Kölleda
- Crawinkel → Krawinkel